# Felon
Felon (grč. phelones, phailones: debela gornja odjeća, ogrtač), široka gornja odežde, ogrtač bez rukava pravoslavnih svećenika, koji pokriva prsa i leđa. Nosi se preko stihara i epitrahilja.